# کوئانده، بنین
کوئانده (به فرانسوی: Kouandé) شهری در استان آتاکورا واقع در کشور بنین است که در سال ۱۹۹۲ میلادی ۱۲٬۲۶۴ نفر جمعیت داشته و جمعیت آن در سال ۲۰۰۵ میلادی به ۶٬۳۰۶ نفر رسیده‌است.